# Suecia en los Juegos Paralímpicos de Barcelona 1992
Suecia estuvo representada en los Juegos Paralímpicos de Barcelona 1992 por un total de 99 deportistas, 72 hombres y 27 mujeres.

## Medallistas
El equipo paralímpico sueco obtuvo las siguientes medallas:
| Nombre                                                                | Deporte                   | Evento                             |
| --------------------------------------------------------------------- | ------------------------- | ---------------------------------- |
| Oro                                                                   |                           |                                    |
| Kristoffer Hulecki                                                    | Levantamiento de potencia | –75 kg masculino                   |
| Bengt Lindberg                                                        | Levantamiento de potencia | +100 kg masculino                  |
| Lena-Marie Hagman                                                     | Natación                  | 50 m libre S6 femenino             |
| Outi Hokkanen                                                         | Natación                  | 100 m braza SB4 femenino           |
| Outi Hokkanen Marie-Louise Freij Lena-Marie Hagman Annelie Österström | Natación                  | 4 × 50 m estilos S1-6 femenino     |
| Jonas Jacobsson                                                       | Tiro                      | Rifle de aire de pie SH2 masculino |
| Jonas Jacobsson                                                       | Tiro                      | Olympic Match SH2 mixto            |
| Plata                                                                 |                           |                                    |
| Monica Wetterström                                                    | Atletismo                 | 100 m TW4 femenino                 |
| Monica Wetterström                                                    | Atletismo                 | 200 m TW4 femenino                 |
| Monica Wetterström                                                    | Atletismo                 | 1500 m TW3-4 femenino              |
| Jenny Bergström                                                       | Atletismo                 | Jabalina B1-3 femenino             |
| Håkan Eriksson                                                        | Atletismo                 | 100 m TW4 masculino                |
| Håkan Eriksson                                                        | Atletismo                 | 200 m TW4 masculino                |
| Gabriella Tjernberg                                                   | Natación                  | 100 m braza B1-2 femenino          |
| Gabriella Tjernberg                                                   | Natación                  | 100 m espalda B2 femenino          |
| Gabriella Tjernberg                                                   | Natación                  | 200 m espalda B1-2 femenino        |
| Gabriella Tjernberg                                                   | Natación                  | 200 m estilos B2 femenino          |
| Lena-Marie Hagman                                                     | Natación                  | 100 m espalda S6 femenino          |
| Lena-Marie Hagman                                                     | Natación                  | 100 m libre S6 femenino            |
| Lena-Marie Hagman                                                     | Natación                  | 200 m libre S6 femenino            |
| Kristina Brokholc                                                     | Natación                  | 100 m braza SB9 femenino           |
| Outi Hokkanen                                                         | Natación                  | 200 m estilos SM5 femenino         |
| Outi Hokkanen Lena-Marie Hagman Pernilla Nilsson Annelie Österström   | Natación                  | 4 × 50 m libre S1-6 femenino       |
| Simon Ahlstad                                                         | Natación                  | 100 m braza SB6 masculino          |
| Simon Ahlstad                                                         | Natación                  | 200 m estilos SM7 masculino        |
| Jan-Christer Gustavsson Jörgen Johansson                              | Tenis de mesa             | Equipo 4 masculino                 |
| Peter Huglow Thomas Larsson Mikael Vestling                           | Tenis de mesa             | Equipo 8 masculino                 |
| Anders Lundvall                                                       | Tiro                      | Rifle de aire 3 × 40 m SH2 mixto   |
| Siv Thulin                                                            | Tiro con arco             | Individual clase abierta femenino  |
| Bronce                                                                |                           |                                    |
| Monica Wetterström                                                    | Atletismo                 | 400 m TW4 femenino                 |
| Håkan Eriksson                                                        | Atletismo                 | 400 m TW4 masculino                |
| Tommy Leck                                                            | Levantamiento de potencia | –100 kg masculino                  |
| Åsa Wilhelmsson                                                       | Natación                  | 100 m mariposa S8 femenino         |
| Lena-Marie Hagman                                                     | Natación                  | 200 m estilos SM6-7 femenino       |
| Fredrik Näsman                                                        | Natación                  | 50 m libre B2 masculino            |
| Peter Strömstedt                                                      | Tenis de mesa             | Individual 6 masculino             |
| Mattias Karlsson Peter Strömstedt                                     | Tenis de mesa             | Equipo 6 masculino                 |
| Jonas Jacobsson                                                       | Tiro                      | Rifle de aire 3 × 40 m SH2 mixto   |